# 텔리 리엉

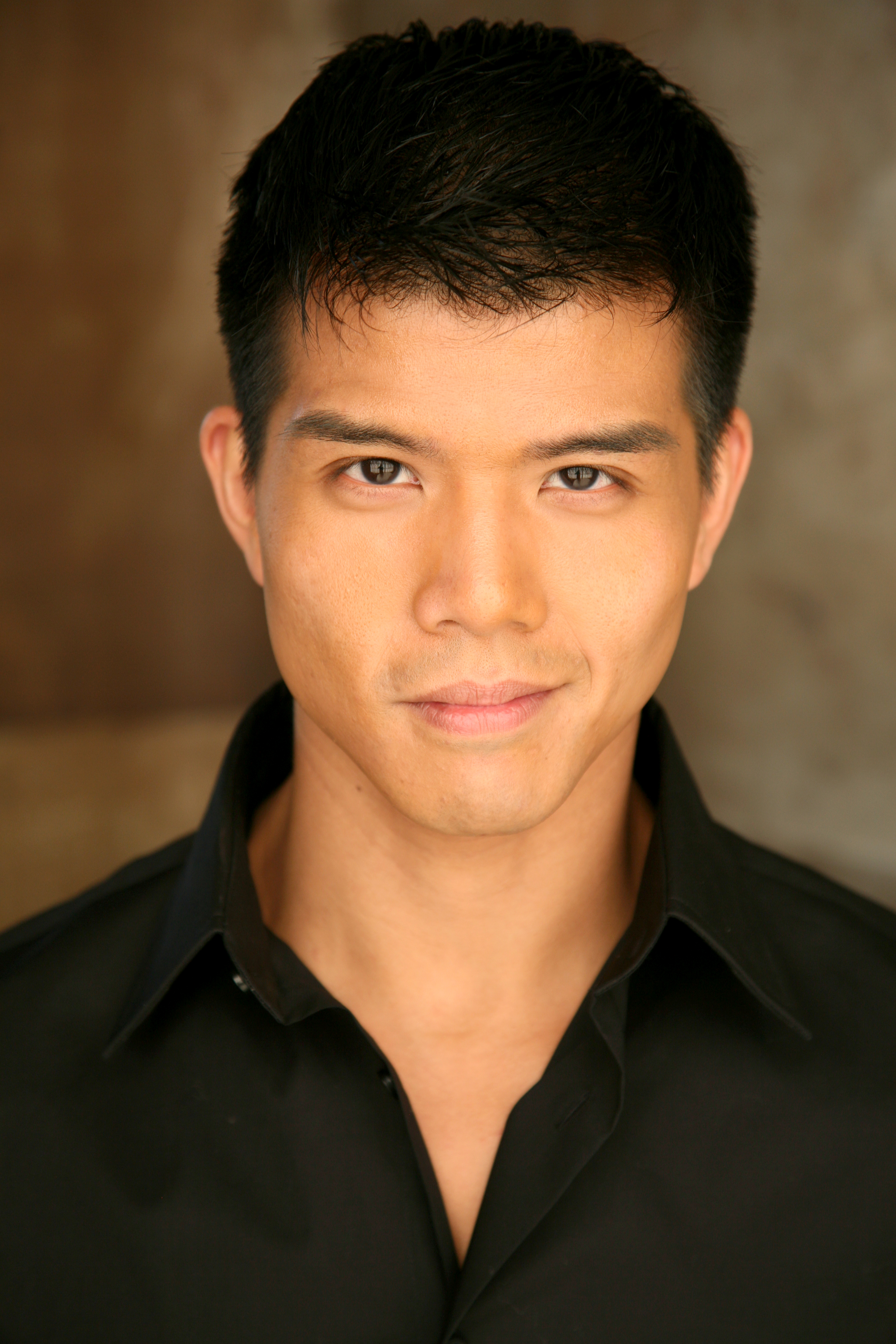
텔리 리엉

텔리 리엉(Telly Leung, 1980년 1월 3일 ~ )은 미국의 가수, 배우이다. 

## 방송
- 글리 2